# 秋田県道282号仁郷大湯線
秋田県道282号仁郷大湯線（あきたけんどう282ごう にごうおおゆせん）は、秋田県雄勝郡東成瀬村から湯沢市に至る一般県道である。通称栗駒道路（くりこまどうろ）。

## 概要
当路線の開通時は有料道路・栗駒有料道路と呼ばれていた。秋田県の南東端にある栗駒国定公園内を通り、岩手県・宮城県境近くの国道342号交点（須川温泉・須川高原温泉付近）から西に向かって路線が始まり、仁郷沢、須川湖、小仁郷沢を通って湯沢市皆瀬字小安の終点国道398号交点に至る。
秋には紅葉でモミジが色づく、観光名所である。

### 路線データ
- 総距離：8.590 km[2]
- 実延長 : 8.590 km[2]
- 起点 : 秋田県雄勝郡東成瀬村椿川字仁郷国有林13林班ほ小班（須川温泉交差点、国道342号交点）[3]北緯38度58分45.89秒 東経140度45分56.41秒
- 終点 : 秋田県湯沢市皆瀬字小安奥山国有林43林班へ小班（栗駒大湯交差点、国道398号交点）[3]北緯38度58分40.9秒 東経140度42分45.4秒
- 未供用区間 : なし[2]

## 歴史
- 1972年（昭和47年）6月29日 - 秋田県道に認定される[3]。
- 1974年（昭和49年）10月1日 - 栗駒有料道路として全線開通する。
- 1996年（平成8年）4月 - 無料開放される。

### 有料道路
栗駒有料道路（くりこまゆうりょうどうろ）は1974年に開通し、1996年に無料開放された栗駒国定公園内を通る旧有料道路である。
- （旧）料金所 - 2箇所（開放時点での住所）
  - 秋田県雄勝郡皆瀬村畑等字奥山
  - 秋田県雄勝郡東成瀬村仁郷山
- 料金[4]
  - 大型車：
  - 普通車：450円
  - 二輪車等：300円
- 開通日：1974年（昭和49年）10月1日
- 無料開放日：1996年（平成8年）4月

## 路線状況

### 冬期閉鎖区間
- 区間 : 雄勝郡東成瀬村仁郷山 - 湯沢市皆瀬字小安奥山[5]
  - 期日 : 11月初旬 - 翌年6月初旬[6]

### 交通不能区間
- なし[7]

## 地理

### 交差する道路
| 施設名         | 接続路線名         | 備考 | 所在地                         |
| -------------- | ------------------ | ---- | ------------------------------ |
| 須川温泉交差点 | 国道342号          | 起点 | 雄勝郡東成瀬村椿川字仁郷国有林 |
| 栗駒大湯交差点 | 国道398号 大湯道路 | 終点 | 湯沢市皆瀬字小安奥山国有林     |

### 沿線の施設など
- 須川温泉
- 須川高原温泉
- 須川湖